# 꿈꾸는 책들의 도시
《꿈꾸는 책들의 도시》(원제: 독일어: Die Stadt der Träumenden Bücher 디 슈타트 데어 트로이멘덴 뷔허[*])는 독일 작가 발터 뫼르스의 차모니아(Zamonia) 시리즈 중 네 번째 소설이다. 독일에서는 2004년에 출판되었으며. 한국에서는 2005년 6월에 두행숙의 번역으로 들녘에서 출판되었다. 후속작 《꿈꾸는 책들의 미로》는 2015년 9월 문학동네에서 전은경의 번역으로 출판되었다.